# Government Gardens
A Government Gardens (magyarul „Kormányzati kertek”) Rotorua új-zélandi üdülőtelepülés nagy múltú városi parkja.

## Története, leírása
A körülbelül 20 hektárnyi (50 acre) terület a Rotoruai-tó partján, a mai Rotorua üdülőváros szélén terül el. Eredeti maori nyelvű neve Paepaekumana volt, és jelentős szerepet kapott a maorik történelmében, mivel korábban nagy csatákat vívtak errefelé a különböző törzsek. Az 1800-as évek végén maori tulajdonosai a brit koronának adományozták a földterületet „a világ népei javára”.
A geotermikus hőforrásokkal szabdalt, bozóttal borított területet eztán megtisztították és különleges fákat ültettek, amik közül néhány máig itt díszlik, mint a többtörzsű japán feketefenyő, valamint egy különleges, „könnyező” kaliforniai ciprusféle.
A park területén építették fel az új-zélandi kormány első nagy turisztikai beruházását, a vulkáni hőforrások vizét gyógyászati célokra hasznosító Fürdőházat, amelynek Erzsébet-kori Tudor-stílusú épületében ma a Rotoruai Művészeti és Történelmi Múzeum található.
Az 1930-as évek első felében újabb fürdőépületet emeltek, ezúttal nem annyira gyógyfürdői célokra, hanem mediterrán stílusú uszoda- és strandkomplexumként Blue Baths (Kék fürdők) néven. A maga korában úttörő jellegű létesítmény állapota az 1980-as évekre leromlott, ekkor hosszabb restaurációs munka következett, de a kilencvenes évek óta megújulva, újra fogadja a vendégeket.
A parkban az új-zélandi szempontból egzotikus, európai és észak-amerikai fák, bokrok mellett sétányok, hagyományos teázók, szabadtéri krokett- és füves bowling-pályák is vannak.

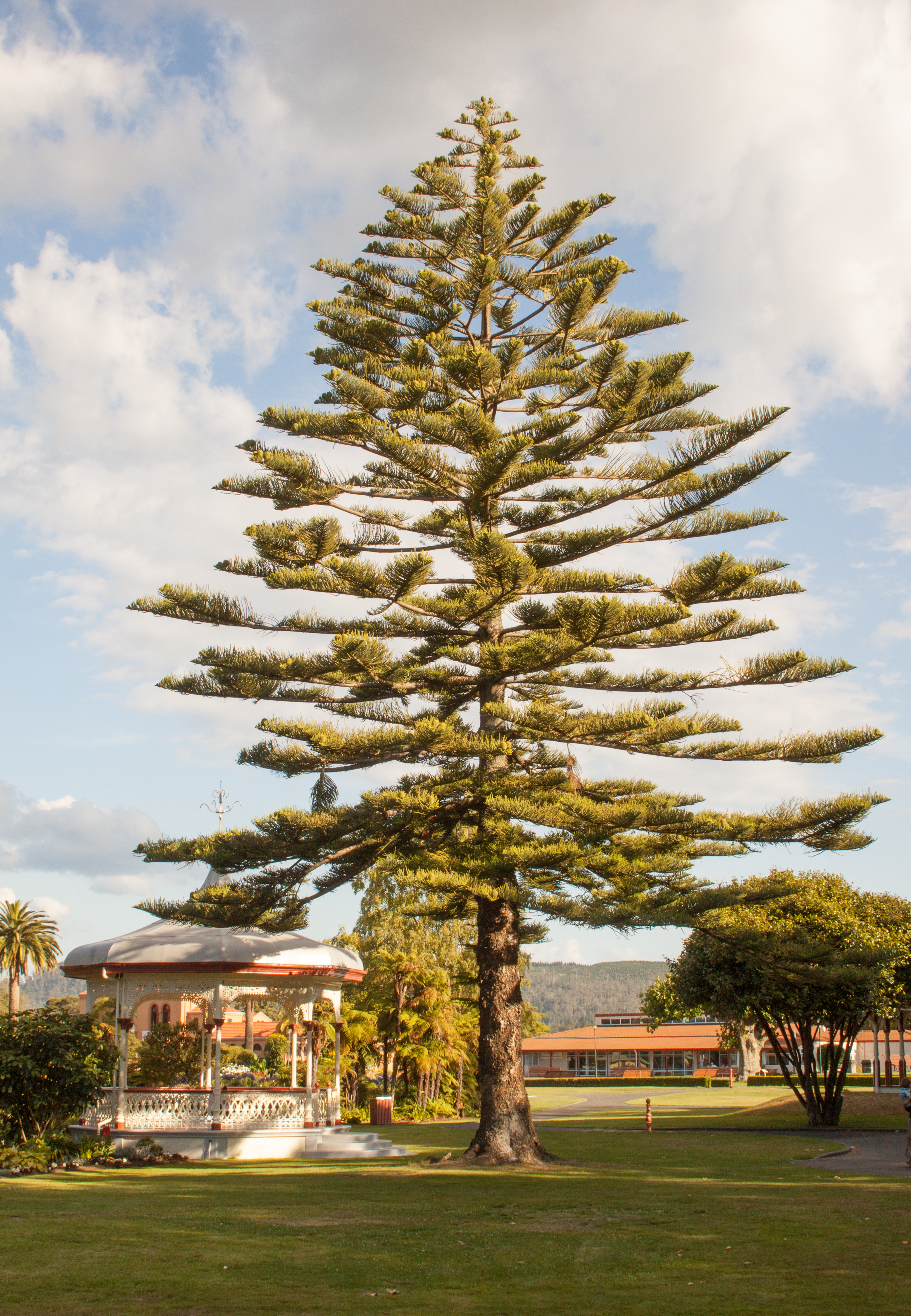
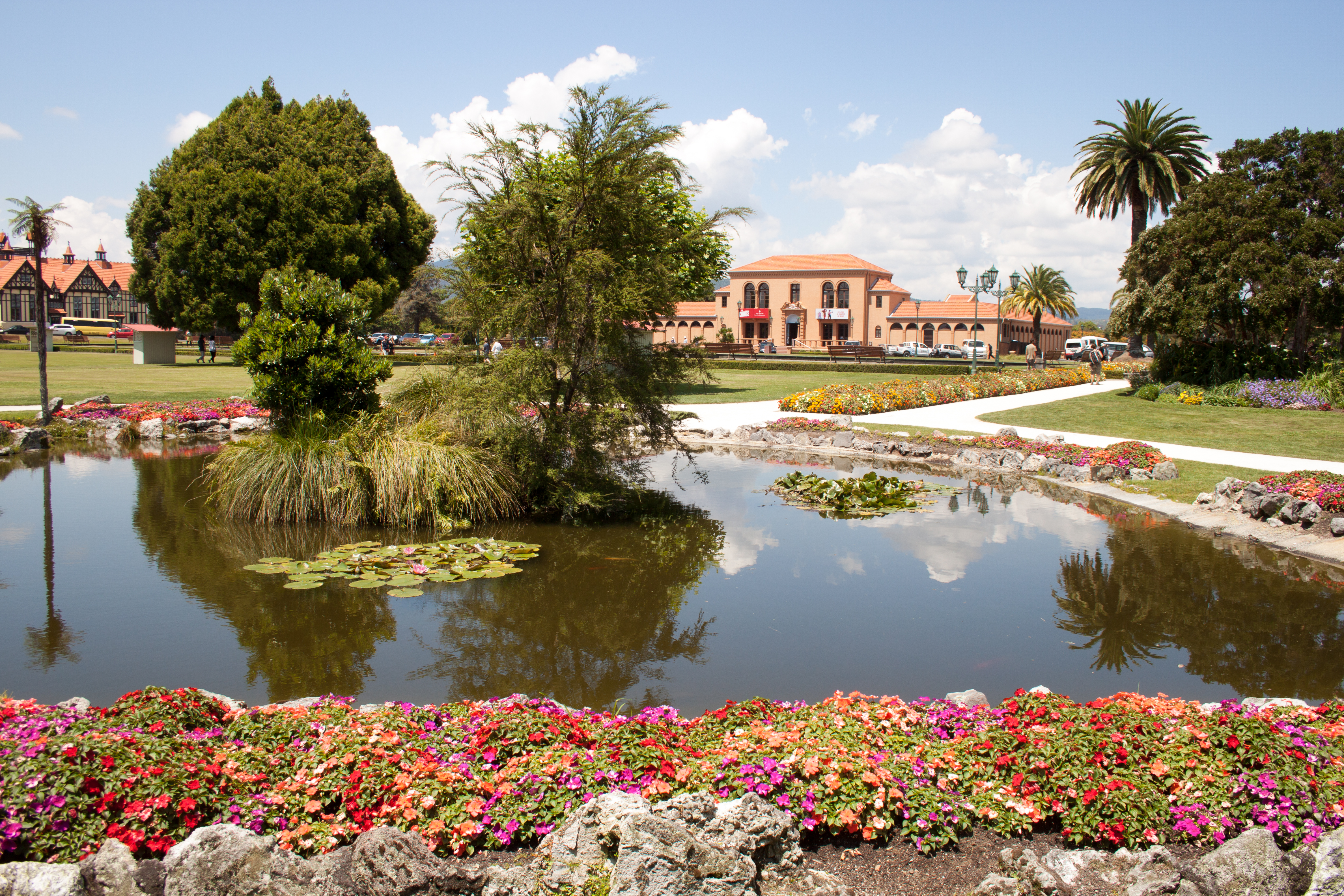
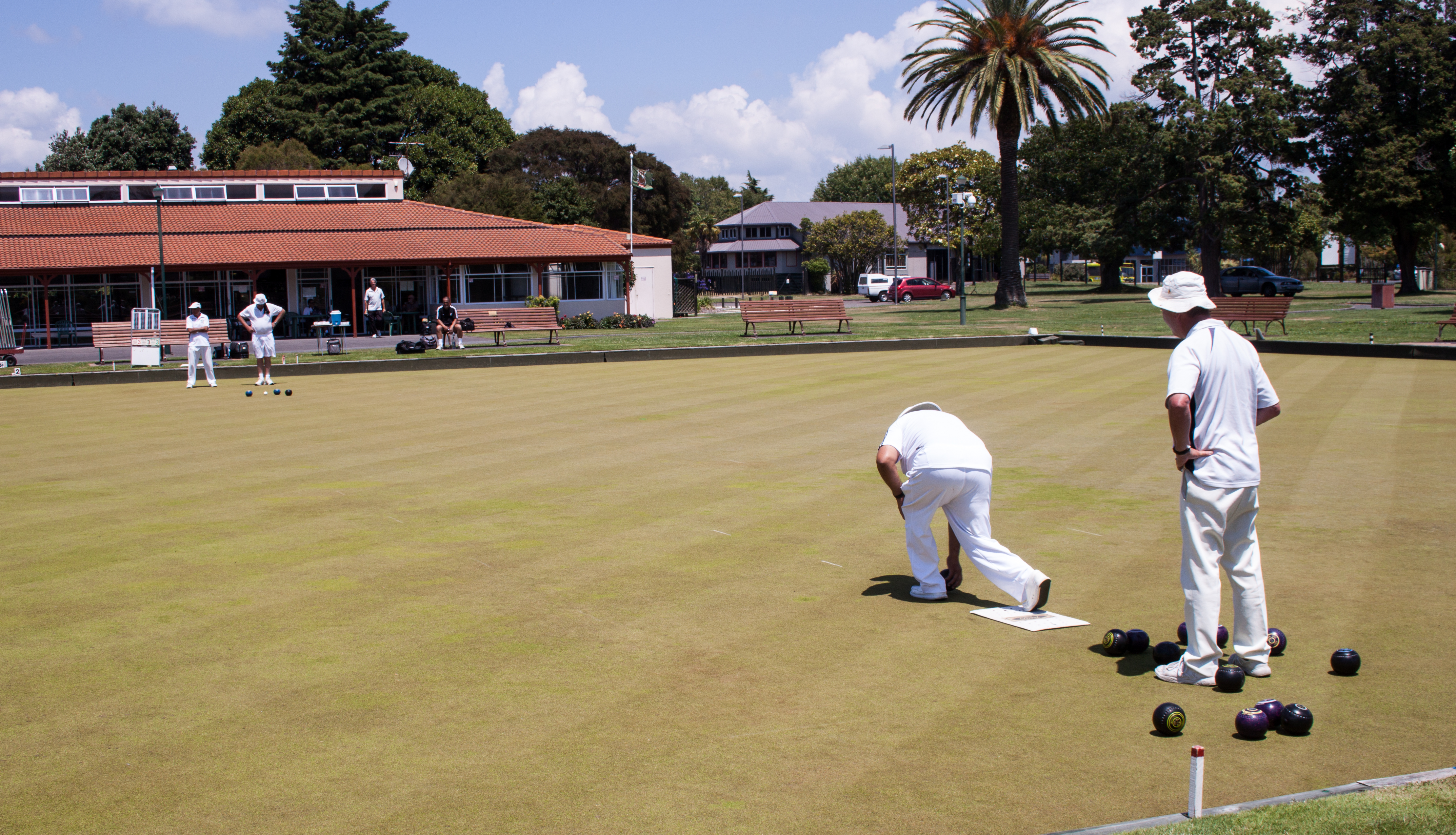
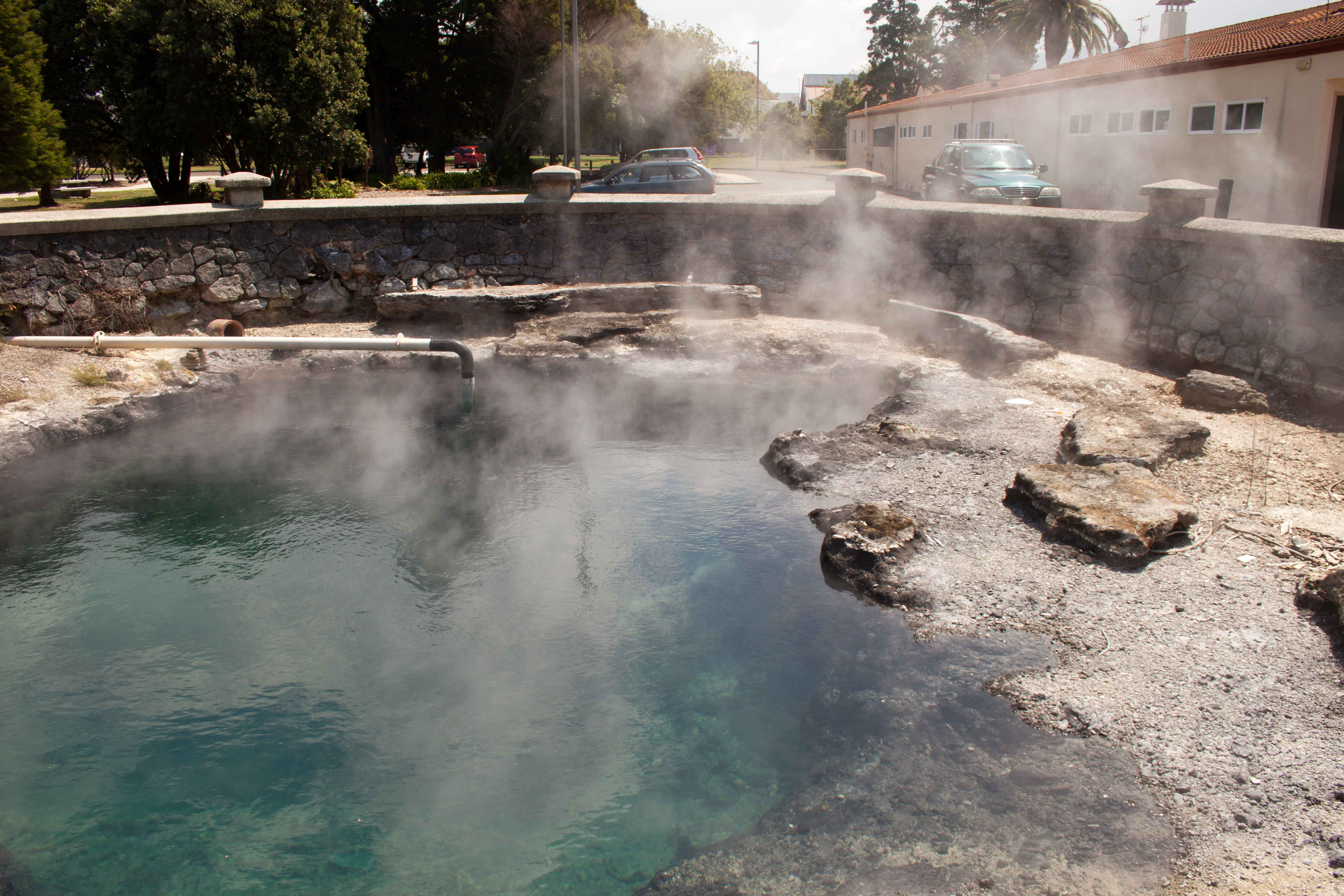